# 符南蛇
符南蛇（1470年—1502年），又作符蚺蛇，原名符玉辉，广东琼州府儋州冯墟峒（今海南省儋州市大成镇西华居社区榔麦自然村）人，明朝中期民变领袖、黎民首领。他领导的起义是明朝规模最大的黎民起义。
符南蛇是成化五年（1469年）发动起义的七坊峒（今海南省白沙黎族自治县七坊镇）土官符那南的后裔。他7岁从师读书，表现出很高的领悟力，14岁立志“重洗山河”、“不甘随地老，立志破天荒”。弘治九年（1496年），海南岛遭遇水灾、旱灾，粮食歉收，瘟疫流行，饥民流离失散，怨声载道，白骨遍野。官府不体恤民情，仍然横征暴敛。海南岛各地的黎、汉农民，忍受不了繁重的赋税和徭役，纷纷起事。
因对官役频繁不满，再加上落窑峒首领王世伟的鼓动，时任土官的符南蛇打算杀死为官府效力的七坊峒首领符那月，但没有成功。于是，弘治十四年（1501年）七月，符南蛇召集各峒首领于七坊峒誓师起义。海南岛三州十县的黎民各部迅速响应。闰七月，起义军1万余人围攻儋州。八月，围攻昌化县（今海南省昌江黎族自治县）。九月，分兵攻打临高县。镇抚司和巡检司调集汉、达官军2万余人分五路进攻起义军，其中一路被打败，战死2000余人，其余四路闻讯撤退。十二月，广东都指挥使司的军队抵达儋州，都指揮使何靖驻扎于保吉，遭起义军偷袭，参议刘信被杀，死伤惨重，震动明朝朝廷。朝廷急忙派征猺将军、伏羌伯毛锐率领10万大军（包括汉军、达军、狼兵和土兵）镇压起义。此时，符南蛇的起义军发展到7万人，对外号称10万人。明军集中兵力攻打起义军据点，符南蛇率起义军顽强抵抗，由于寡不敌众、援兵未至、符南蛇恃勇轻敌等因素，起义军于弘治十五年（1502年）十二月被镇压。符南蛇在作战中中箭受伤，退回七坊塘边，为避免被追兵逮捕，投塘自尽。明军攻占七坊峒后，烧杀掳掠。在这次起义中，黎民死亡2560余人，被俘1400人，被毁聚落1200余个。符南蛇的余部继续坚持反明斗争10多年。